# Rusty's Real Deal Baseball
Rusty's Real Deal Baseball (だるめしスポーツ店 Daru Meshi Supōtsu-ten?) es un videojuego desarrollado y publicado por Nintendo para la consola portátil Nintendo 3DS. Disponible exclusivamente a través de la tienda en línea Nintendo eShop, se descarga de forma gratuita, aunque se ha de pagar para poder jugar a los minijuegos que incluye, cada uno cuesta 4$/400¥. Salió a la venta el 8 de agosto de 2013 en Japón y el 3 de abril de 2014 en América. Por el momento, no está prevista su salida para el mercado europeo.

## Mecánica del juego
Su mecánica es peculiar porque está creado sobre una base de fantasía surrealista que se cuela entre prueba y prueba. El jugador, representado por su Mii, se descarga de forma gratuita la parte básica del título: una tienda atendida por un perro a la que debe acudir para comprar los minijuegos.
Al acudir a la tienda por primera vez se le explica que hay 10 juegos (cada uno representado por uno de sus hijos perro), que constan de unas 50 pruebas cada uno, y que cuestan 4$/400¥. Además, le regala un pequeño pack con 6 pruebas de uno de los juegos. Las pruebas son retos sencillos, como batear, lanzar, manejar dos máquinas a la vez...
Sin embargo, para tener Rusty's Real Deal Baseball al completo no es necesario pagar 40$/4.000¥ porque el juego te permite regatear. Cuando el jugador va a la tienda a comprar con el perro hijo, este le ayuda a negociar el precio de los packs con su padre, por ejemplo pagándole a cambio algunos de los objetos ganados en las pruebas. 

## Sinopsis
El juego comienza introduciéndonos en una tienda de deportes dirigida por Rusty Slugger (Inuji Darumeshi en Japón), un perro de 8 años de edad (56 en años de humano) y exjugador de béisbol profesional. Él le da la bienvenida al jugador y le da un donut (un huevo cocido en Japón), su comida favorita, como un regalo por venir a su tienda. Rusty está pasando un mal momento, su esposa lo ha dejado y su tienda no está yendo muy bien. Los niños ya no quieren jugar a su amado deporte, el béisbol, en su lugar prefieren jugar en casa.
Pero Rusty tuvo una idea, se fue a Nontendo (el juego se diferencia específicamente de Nintendo) para obtener una "4DS" y algunos juegos de béisbol para vender. Pensó que, si los niños no van a jugar béisbol en la calle, entonces lo jugaran desde su 4DS.
Para escuchar su historia le da una 4DS y una demo de uno de los juegos de béisbol al jugador. Entonces, le dice lo difícil que es criar a diez niños sin su esposa alrededor. Por lo tanto, el jugador se ofrece para cuidar de uno. Los nombres de los niños varían, pero aparte de eso se ven exactamente iguales, sin embargo, el jugador es capaz de elegir cuál de ellos desea. El jugador toma al niño y se va de vuelta a su casa, a jugar la demo de béisbol. Se introduce en la 4DS y corre a través del cable de la TV.
Hay 6 retos en la demo, pero el chico le informa de que hay 50 desafíos en el "juego completo". Hay diferentes tipos de desafío y cada uno tiene 5 niveles de dificultad.
Una vez hecho esto con todos los desafíos, el jugador sale del 4DS (que se parece sorprendentemente como una gran 3DS). Magia o tecnología permite que los elementos que recogió en el juego ser transferidos al mundo real.
A continuación el jugador debe ir a la tienda de deportes y hablar con Rusty Slugger. Él muestra su colección completa de títulos, 10 en total. Cada juego cuesta 4$/400¥. Esto se paga en dinero real. Sin embargo el jugador puede, con la ayuda del hijo de Rusty que eligió, regatear el precio. Esto se hace mediante el uso de los huevos pasados por agua que recogió para conseguir sellos, así como de los artículos. Puede seguir negociando. Sin duda, lo mejor está en los juegos, más sellos/artículos se podrían obtener y cuanto más se tendría que negociar.

## Apariencia de Rusty
Rusty Slugger, es el dueño de una tienda de deportes, tiene 8 años, los cuales serían 56 años en términos humanos. Su comida favorita son los donuts (los huevos cocidos en la versión japonesa), es de raza dálmata y al parecer ha estado activo. Eses padre soltero de 10 hijos.